# Mistrzostwa Polski w Biegach Narciarskich 2023
Mistrzostwa Polski w Biegach Narciarskich 2023 – zawody w biegach narciarskich, których pierwsza część została rozegrana w dniach 29-30 grudnia 2022 roku w Zakopanem, a druga część w dniach 10-12 marca 2023 roku w Szklarskiej Porębie na Polanie Jakuszyckiej. Organizatorem mistrzostw był Polski Związek Narciarski (PZN).
Zawody były jednocześnie zawodami Pucharu Kontynentalnego Slavic Cup. W zawodach startowali także przedstawiciele Słowacji, Węgier i Czech.

## Terminarz i medaliści
| Data            | Miejscowość      | Konkurencja                                   | Złoto                                                           | Srebro                                               | Brąz                                                     | Źródło |
| --------------- | ---------------- | --------------------------------------------- | --------------------------------------------------------------- | ---------------------------------------------------- | -------------------------------------------------------- | ------ |
| 29 grudnia 2022 | Zakopane         | 5 km stylem klasycznym kobiet                 | Weronika Kaleta                                                 | Daria Szkurat                                        | Karolina Kaleta                                          | [ 1 ]  |
| 29 grudnia 2022 | Zakopane         | 10 km stylem klasycznym mężczyzn              | Mateusz Haratyk                                                 | Sebastian Bryja                                      | Piotr Jarecki                                            | [ 2 ]  |
| 30 grudnia 2022 | Zakopane         | 10 km stylem dowolnym kobiet                  | Daria Szkurat                                                   | Karolina Kaleta                                      | Andżelika Szyszka                                        | [ 3 ]  |
| 30 grudnia 2022 | Zakopane         | 15 km stylem dowolnym mężczyzn                | Sebastian Bryja                                                 | Piotr Jarecki                                        | Mateusz Haratyk                                          | [ 4 ]  |
| 10 marca 2023   | Szklarska Poręba | sprint drużynowy stylem dowolnym kobiet       | MULKS Grupa Oscar Tomaszów Lubelski Karolina Kuć Monika Skinder | NKS Trójwieś Beskidzka Kamila Idziniak Zuzanna Fujak | MKS Halicz Ustrzyki Dolne Oliwia Buśko Andżelika Szyszka | [ 5 ]  |
| 10 marca 2023   | Szklarska Poręba | sprint drużynowy stylem dowolnym mężczyzn     | UKS Regle Kościelisko Robert Bugara Sebastian Bryja             | UKS Rawa Siedlce Piotr Sobiczewski Maciej Staręga    | KS AZS AWF Katowice Piotr Jarecki Michał Skowron         | [ 6 ]  |
| 11 marca 2023   | Szklarska Poręba | sprint stylem klasycznym kobiet               | Monika Skinder                                                  | Magdalena Kobielusz                                  | Kamila Idziniak                                          | [ 7 ]  |
| 11 marca 2023   | Szklarska Poręba | sprint stylem klasycznym mężczyzn             | Maciej Staręga                                                  | Michał Skowron                                       | Mateusz Haratyk                                          | [ 8 ]  |
| 12 marca 2023   | Szklarska Poręba | bieg masowy na 15 km stylem dowolnym kobiet   | Izabela Marcisz                                                 | Daria Szkurat                                        | Andżelika Szyszka                                        | [ 9 ]  |
| 12 marca 2023   | Szklarska Poręba | bieg masowy na 20 km stylem dowolnym mężczyzn | Sebastian Bryja                                                 | Piotr Jarecki                                        | Robert Bugara                                            | [ 10 ] |